# Anthony Obodai
Anthony Obodai (Accra, 6 agosto 1982) è un ex calciatore ghanese, di ruolo centrocampista.

## Carriera

### Club

#### Inizi e Jong Ajax
Nato ad Accra, Obodai inizia a giocare a pallone nella squadra locale del Liberty Professionals fino a quando viene scovato dall'Ajax che lo porta ad Amsterdam nel 2001. Aggregato allo Jong Ajax, il 19 settembre 2001 debutta con la maglia dei Lancieri nella sfida di Coppa d'Olanda vinta 4-0 contro l'Haarlem.

#### Germinal Beerschot
Nel 2002-2003 viene mandato in prestito al Germinal Beerschot con cui esordisce il 10 agosto 2002, nella vittoria per 3-2 contro il Sint-Truiden alla prima giornata di campionato. Il 17 novembre 2002 segna la sua prima rete tra i professionisti nel match di Coppa del Belgio vinto 3-0 contro il Massmechelen, mentre la settimana successiva sigla il primo gol in campionato nella vittoria per 6-1 contro lo Charleroi.

#### Ajax
Tornato alla base dopo il prestito ad Anversa, Obodai disputa la partita d'esordio con la prima squadra dell'Ajax il 23 novembre 2003 nell'incontro casalingo vinto 3-1 contro l'Heerenveen. Tre giorni più tardi ha ancora modo di scendere in campo all'Amsterdam Arena nel match di Champions League perso 0-1 contro i campioni d'Europa in carica del Milan. Il 16 maggio 2004, all'ultima giornata dell'Eredivisie 2003-2004, segna i suoi primi due, e unici, gol coi Lancieri nella sfida vinta 5-2 a Tilburg contro il Willem II.
Conquistato il campionato 2004, nella stagione 2004-2005 Obodai si ritaglia meno spazio rispetto all'annata precedente e l'Ajax giunge secondo alle spalle del PSV.

#### Sparta Rotterdam
Il 28 agosto 2005 Obodai è vicinissimo ad approdare agli inglesi del Luton Town ma alla fine l'affare sfuma per delle problematiche riguardanti i visti. Due giorni dopo viene ufficializzato il suo passaggio allo Sparta Rotterdam, rimanendo così in Olanda. Fa il suo debutto con la nuova maglia l'11 settembre 2005 nella sfida vinta 1-0 in casa del Groninga, mentre il 25 febbraio 2006 va a segno per la prima volta con lo Sparta nel successo casalingo per 3-2 contro il Willem II, sua vittima preferita.

#### RKC Waalwijk
Passata la prima metà della stagione 2006-2007 a Rotterdam, dove diventa anche capitano, il ghanese chiede comunque di essere ceduto e il 31 gennaio 2007 viene acquistato dall'RKC Waalwijk che a fine anno retrocede in seconda divisione.
Rimasto anche in cadetteria, nell'annata 2007-2008 sfiora la promozione in Eredivisie, che arriva la stagione successiva. Nella stagione 2009-2010 la squadra di Waalwijk incombe comunque in un'altra retrocessione. In tre annate e mezza Obodai colleziona 107 presenze e sette reti in tutte le competizioni con l'RKC.

#### Ultime esperienze
Dopo una breve esperienza (quattro partite disputate) allo Houston Dynamo nel 2010, nel gennaio 2012 torna a giocare a calcio aggregandosi al Mağusa Türk Gücü, squadra di Cipro Nord con sede a Famagosta.
Nel febbraio 2013 torna negli Stati Uniti per giocare al Phoenix FC, compagine dell'USL Championship, terza divisione americana. L'anno seguente partecipa allo stesso torneo, questa volta con la casacca dei Pittsburgh Riverhounds.
Nel 2015 conclude la carriera nei dilettanti dell'Ånge, club di quarta serie svedese.

### Nazionale
Nel 1999 partecipa col Ghana under-17 al Mondiale di categoria, dove le Black Stars giungono terze. Nel 2001 viene convocato per il Mondiale under-20, torneo nel quale i ghanesi arrivano fino alla finale, perdendo 3-0 all'ultimo atto contro l'Argentina di Pekerman. Il 5 giugno 2004 debutta con la maglia della nazionale maggiore nel match perso 1-0 contro il Burkina Faso, incontro valido per le qualificazioni ai Mondiali 2006. Insieme a Sulley Muntari, Michael Essien e John Mensah, ha fatto parte di quella generazione d'oro del Ghana che ha portato il paese africano a qualificarsi per la prima volta ad un campionato mondiale, quello del 2006 in Germania, torneo per il quale tuttavia Obodai non è stato convocato.

## Palmarès

### Club
- Campionato olandese: 1

Ajax: 2003-2004